# Rio Itacorubi
O rio Itacorubié um curso de água do estado de Santa Catarina, no Brasil. Localiza-se localiza integralmente na região centro-oeste da cidade de Florianópolis. Nasce no encontro dos rios do Sertão e Três Córregos, corre em direção ao norte  e desagua na baía Norte.

## Topônimo
"Itacorubi" é um termo oriundo da língua tupi. Significa "água dos grãos de pedra", através da junção dos termos itá ("pedra"), kuruba ("grão") e  'y  ("água").

## Características
Possui, como afluentes, os rios dos Sertão e Três Córregos, além de alguns canais de drenagem menores. É o principal curso d'água da bacia do Itacorubi, que está localizada na região centro-oeste da ilha de Santa Catarina, (27°34'35 -  27°37'57 de latitude sul e 48°28'25 - 48°33'00 de longitude oeste) e possui área aproximada de 23km2.
Essa bacia tem início no Parque Municipal do Maciço da Costeira, quase no morro da Lagoa. Apresenta, como divisores-de-águas, o maciço Central a oeste e as cadeias do Morro da Lagoa, Morro do Quilombo, Morro do Pantanal e Córrego Grande a leste. Abrange os seguinte bairros de Florianópolis: Jardim Santa Mônica, Córrego Grande, Parque São Jorge, Itacorubi e Trindade. 
Tem como principais características as declividades acentuadas nas cabeceiras e baixas declividades a jusante, principalmente na região do Manguezal do Itacorubi, por meio do qual desagua na baía Norte f.
Tal região reúne centros decisórios, comerciais e de serviços, tais como os campi universitários da Universidade Federal de Santa Catarina e Universidade do Estado de Santa Catarina. Em razão da sua localização - em área urbana em franca expansão -, a bacia do Rio Itacorubi enfrenta graves problemas ambientais. Seus mangues estão comprometidos em  decorrência  dos impactos sofridos pela urbanização mal implantada e por deficiências de saneamento básico. [carece de fontes?]